# Pont de la badia de Hangzhou
El pont de la badia de Hangzhou és un pont atirantat al mig que facilita el trànsit marítim. Travessa la Badia de Hangzhou a la costa est de la República Popular de la Xina. Uneix el municipi de Xangai amb la ciutat de Ningbo a la província de Zhejiang. És el segon pont més llarg del món sobre el mar, després del de la badia de Jiazhou a la ciutat costanera oriental de Qingdao a la República Popular de la Xina.

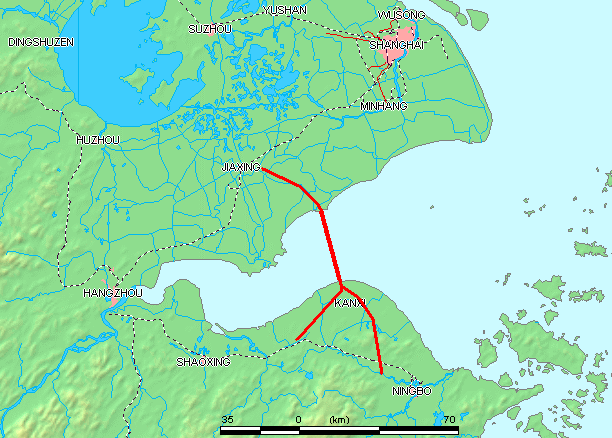
Mapa de localització del pont

La construcció va començar el 8 de juny de 2003 i es va inaugurar el 14 de juny de 2008. El pont té una longitud de 35.763 m, amb 6 carrils (tres per sentit) més les dues voreres.
Els vehicles poden circular a una velocitat de 80, 90 i 100 km/h depenent del carril. En la meitat del pont s'està construint una illa que disposarà de serveis bàsics per cobrir les necessitats dels viatgers.
El pont escurça la distància entre Xangai i Ningbo de més de 320 km. Abans, el viatge entre ambdues ciutats incloïa una desviació que deixava la distància total en 400 km amb una durada aproximada de viatge d'unes sis hores. Amb el pont de la badia de Hangzhou el recorregut serà només de 80 km. La durada del trajecte des del centre d'una ciutat a l'altra es redueix a la meitat, i només calen tres hores. Amb el pont s'intenta aconseguir que el port de Beilun a Ningbo pugui competir amb el de Pudong de Xangai per al comerç internacional.
L'obra va costar uns 1.500 milions de dòlars.